# Veliki jesen
Veliki jesen, tudi beli jesen (znanstveno ime Fraxinus excelsior) je listopadno drevo, ki je razširjeno tudi v Sloveniji.

## Opis
Veliki jesen je drevo s pravilno, široko in zračno krošnjo, ki zraste do 40 metrov visoko. Koreninski sistem je dobro razvit in močan. Listi so dolgi med 20 in 40 cm in so na veje nameščeni navzkrižno. Sestavljeni so iz 7 - 13 lističev, ki so sedeči, široko suličasti in zašiljeni, dolgi pa so med 4 in 10 cm ter široki med 2 in 4 cm. Robovi lističev so fino nažagani, včasih pa so na spodnji strani, zlasti po žilah, tudi dlakavi. V Sloveniji cveti aprila in maja, cvetovi pa so dvospolni ali enospolni, neopazni, ker nimajo cvetnega odevala. Zaradi opraševanja se cvetovi spomladi na drevesu pojavijo pred listi. Združeni so v pakobule, ki so sprva pokončni, kasneje pa se povesijo. Ženski cvetovi so nekoliko večji od moških, temno vijolične barve. Na drevesu se lahko pojavijo tako moški kot ženski cvetovi, čeprav po navadi na enem drevesu cvetijo samo moški ali samo ženski cvetovi. Plodovi so podolgovati, rjavi krilati oreški, dolgi med 2 in 4 cm. Združeni so v značilne goste šope.
Lubje je sivo-olivno-zeleno do rjavo sivo. Na mladih drevesih je gladko, pri starejših pa vertikalno razpoka in je hrapava.

## Razširjenost in uporabnost
Veliki jesen najbolje uspeva na svežih in vlažnih tleh z globoko podlago na sončnih do polsenčih legah. Je enodomna, včasih dvodomna in vetrocvetna vrsta. Samonikel je po večini celinske Evrope od severne Španije na zahodu do Kavkaza na vzhodu. Na severu sega razširjenost do regije Trondheimsfjord na Norveškem.
Kasneje so vrsto zanesli na Novo Zelandijo, v ZDA ter v Kanado.
Veliki jesen je hitrorastoče drevo z  žilavim lesom, ki se dobro ukrivlja. Zaradi teh lastnosti se uporablja za športna orodja in orodne ročaje, v preteklosti pa se je uporabljal tudi za izdelavo smuči. Zaradi svojih estetskih lastnosti, trdnosti in trdote pa se jesenovina uporablja tudi za izdelavo parketa in pohištva. Jesenovino so v preteklosti uporabljali tudi za izdelavo ogrodij prvih letal in avtomobilov, za okvirje teniških loparjev pa tudi za izdelavo stolov. Do Druge svetovne vojne so veliki jesen zasajali vsakih deset let, da bi zadostili potrebam po jesenovini. Barva lesa variira od smetanasto bele do svetlo rjave barve,  v sredici debelejšega drevja pa se po poškodovanju pojavi diskolorirani oz. zaščitni les v
obliki “rjavega srca”. Gostota lesa je okoli 710 kg/m3.
Jesenovina je, podobno kot hrastovina, brestovina in kostanjevina, venčastoporozna, kar pomeni, da je struktura lesa bistveno odvisna od širine branik oz. hitrosti priraščanja. S širino branike narašča delež gostega, vlaknenega tkiva, s čimer narašča tudi lesna gostota in z njo trdnost, trdota in tudi udarna žilavost.
Veliki jesen se pogosto zasaja tudi na pašnikih, saj njegova senca nudi zatočišče pašnim živalim.
Jesenovina je tudi dobro kurivo, saj les dobro gori tudi, ko ni povsem suh. Lubje in listi se uporabljajo tudi v tradicionalni medicini kot odvajalo.

## Bolezni
Veliki jesen ogroža glivična bolezen jesenov ožig (Chalara fraxinea), ki so jo v Sloveniji ugotovili leta 2006, najprej na severovzhodu in severu države. Od takrat se je bolezen razširila po vsej Sloveniji. Gre za nevarno bolezen, ki uničuje tako mlada, kot tudi odrasla drevesa. Gliva se hitreje širi v lesu kot v skorji, najbolje pa uspeva ob veliki relativni zračni vlažnosti, pri nižjih temperaturah in v bolj senčnih legah. Bolezen je izjemno nevarna, saj je v Litvi v desetih letih po izbruhu uničila okoli 70 % velikega jesena.

## Kultivarji
Obstaja veliko vrst kultivarjev velikega jesena, med katere sodijo;
- Fraxinus excelsior 'Aurea',[16]
- Fraxinus excelsior 'Aurea Pendula'
- Fraxinus excelsior 'Autumn Blaze'
- Fraxinus excelsior 'Autumn Purple'
- Fraxinus excelsior 'Crispa'
- Fraxinus excelsior 'Diversifolia'
- Fraxinus excelsior 'Erosa'
- Fraxinus excelsior 'Jaspidea'
- Fraxinus excelsior 'Monophylla'
- Fraxinus excelsior 'Nana'
- Fraxinus excelsior 'Pendula',
- Fraxinus excelsior 'Skyline'